# 90elf
90elf war ein privater Hörfunksender aus Leipzig, der sich ausschließlich mit dem Thema Fußball und dessen Berichterstattung beschäftigte. Mit dem Slogan 90elf – Dein Fußball-Radio und Deutschlands Fußball-Radio war der Kanal seit dem Start am 13. August 2008 auf Sendung. Der Sendername ist eine Zusammensetzung, die sich aus der Spieldauer und der Mannschaftsstärke beim Fußball ableitet: 90 Minuten Spieldauer und 11 Spieler pro Mannschaft.
Am 19. März 2013 erhielt 90elf von der DFL keine Lizenz für die Audio-Berichterstattungen der Saison 2013/2014 und musste so auf die beiden Profiligen, Supercup und Relegation verzichten. Die Übertragungsrechte gingen an Sport1.FM. Daher wurde der Betrieb am 2. Juni 2013 nach der Aufstiegsrelegation zur 3. Liga eingestellt. Der Sender sendete jedoch als Nonstop-Musiksender vorerst weiterhin über die alten Empfangswege. Nach einem Testbetrieb vom 24. Januar bis 27. Januar wurde 90elf am 31. Januar 2014 um 16 Uhr abgeschaltet und Radio Schlagerparadies auf dem Programmplatz im Bundesmux aufgeschaltet. Hierzu haben Regiocast und Radio Schlagerparadies einen Programmzulieferungsvertrag abgeschlossen. Die Verbreitung von 90elf im Internet war bereits einige Monate zuvor eingestellt worden.
Im Rahmen der Fußball-Europameisterschaft 2016 sendete 90elf wieder ein über die eigene Homepage verbreitetes Programm, das aus Nachrichten, Informationen zur EM sowie Musik bestand. Dieses Angebot der Regiocast war nur auf die Zeit des Turniers beschränkt.

## Allgemeine Informationen
Die medienrechtliche Zulassung erhielt der Hörfunksender durch die Versammlung der Hessischen Landesanstalt für Privaten Rundfunk und neue Medien (LPR Hessen) in ihrer Sitzung am 18. Februar 2008. Programmveranstalter ist die in Leipzig ansässige Regiocast Digital GmbH (RCD). Dazu erwarb die RCD von der Deutschen Fußball Liga (DFL) die Live-Audioübertragungsrechte der 1. und 2. Fußball-Bundesliga für digitale Verbreitungswege (Internet, DAB, DAB+, DVB-H, DMB, DVB-T) bis 2013 und setzte diese in einem werbefinanzierten audiobasierten Multimediaprogramm um.

## Programminhalte
Das ganztägig ausgestrahlte Programm berichtete inhaltlich umfassend über alle Spiele der 1. und 2. Fußball-Bundesliga. Zum einen berichtete das Programm Live von jedem Spiel der ersten und zweiten Fußball-Bundesliga und zum anderen beschäftigte es sich auch mit den aktuellen Neuigkeiten rund um diesen Sport. Die Spiele wurden durch einen Stamm von festen 90elf-Reportern aus dem Studio in Leipzig kommentiert. Bei bedeutenden Partien wurden auch namhafte Kommentatoren wie beispielsweise Günter Netzer, Günther Koch oder Manfred Breuckmann live aus dem Stadion eingesetzt. Sofern keine Spiele anstanden, lieferte der Sender eine tagesaktuelle Berichterstattung über verschiedene Fußballthemen, umrahmt von Pop- und Rockmusik. Zudem gab es dienstags, mittwochs und donnerstags ab 20 Uhr die interaktive Talkshow Bolzplatz mit Markus Herwig und Alexander Ibenhain, in deren Rahmen auch ausgewählte Spiele der UEFA Champions League, UEFA Europa League und des DFB-Pokals in voller Länge übertragen wurden. Die Europameisterschaft 2012 wurde ebenfalls live und in voller Länge übertragen.

## Empfang

Screenshot von der 90elf-Android-App

Seit Sendebeginn war der Sender online mittels Livestream zu empfangen. Seit dem 1. August 2011 war 90elf deutschlandweit im Digitalradio terrestrisch im DAB+-Standard zu empfangen. 90elf war bis zum 30. Juni 2009 im Rahmen eines Testprojektes über DVB-T in Berlin/Brandenburg aufgeschaltet.
Seit der Rückrunde 2009 bot 90elf auch eine eigene iPhone-App an. Damit war es möglich das Programm und während der Spielzeiten auch alle Einzelspiele live zu verfolgen. Seit Dezember 2009 gab es eine App für ausgewählte Nokia-Telefone, die auf der iPhone-Applikation aufbaute. Seit August 2010 gab es diese App auch für Android, seit Juli 2012 auch für Windows Phone.
Mit dem Noxon 90elf gibt es einen eigenen Internet-Radio-Empfänger. Das Gerät unterscheidet sich durch fest belegte, programmspezifische Tasten und vorinstallierte Audio-Messages von üblichen WLAN-Radios.
Der Livestream stand auch über Kooperationspartner wie Bundesliga.de, Bild.de und Spiegel.de zur Verfügung.

## Auszeichnungen
Der Sender gewann 2011 den Deutschen Radiopreis in der Kategorie „Beste Innovation“.